# Ditrichophora nigerrima
Ditrichophora nigerrima är en tvåvingeart som först beskrevs av Gabriel Strobl 1893.  Ditrichophora nigerrima ingår i släktet Ditrichophora och familjen vattenflugor. Inga underarter finns listade i Catalogue of Life.